# La Vision du Temple

La Vision du Temple d’Ézechiel dessinée par l’architecte et historien français du XIXe siècle Charles Chipiez.

La Vision du Temple est une prophétie de l’Ancien Testament, du livre d'Ézéchiel. Le livre de l'Apocalypse décrit le même temple au chapitre 21, à un détail près.

## Interprétation chrétienne
Grégoire le Grand a consacré tout un ouvrage au chapitre 40 de ce livre prophétique. Voici quelques clés de compréhension qu’il donne : la cité est spirituelle ; l’édifice est construit par la charité avec des pierres portées par d’autres pierres. L’homme qui mesure est le Christ ; la porte du temple est la foi ; la contemplation entrevoit les magnificences éternelles. Les murs et avant-murs sont le Christ et ses prophètes ; on ne peut qu’entrevoir les réalités éternelles. Les fenêtres permettent à l’âme de percevoir un rayon de lumière infini. Les degrés sont la loi du progrès spirituel, la lente croissance du grain semé. Les mesures des chambres correspondent à l’ampleur de la charité et la longue patience de l’espérance. Un pas devant les chambres est le symbole de la foi qui mène à la ferveur de la charité. Une porte en face d’une porte parle du chemin du monde des corps à l’âme, et de l’âme à Dieu. Les huit degrés d’accès signifient la résurrection du Christ et la nôtre à la fin des temps. Les pierres carrées sont le symbole de la stabilité de l’âme des saints.